# DN57C
De DN57C (Drum Național 57C of Nationale weg 57C) is een weg in Roemenië. Hij loopt van Naidăș naar Servië. De weg is 500 meter lang.